# Ayumi Hamasaki Concert Tour 2000 A Vol.2
ayumi hamasaki concert tour 2000 A Vol.2 (jap. ayumi hamasaki concert tour 2000 A 第2幕) – drugie VHS z trasy koncertowej "A" japońskiej piosenkarki Ayumi Hamasaki, wydane 27 września 2000 roku. Zostało ponownie wydane na DVD 1 marca 2006 roku. Album osiągnął 1. pozycję w rankingu Oricon, sprzedano 100 000 egzemplarzy.

## Lista utworów
| Nr  | Tytuł                    |
| --- | ------------------------ |
| 1.  | "A Song for XX"          |
| 2.  | "vogue"                  |
| 3.  | "Trauma"                 |
| 4.  | "SEASONS"                |
| 5.  | "Far away"               |
| 6.  | "End roll"               |
| 7.  | "LOVE ~Destiny~"         |
| 8.  | "appears"                |
| 9.  | "ever free"              |
| 10. | "WHATEVER"               |
| 11. | "Depend on you"          |
| 12. | "Fly high"               |
| 13. | "Boys & Girls"           |
| 14. | "Trauma"                 |
| 15. | "Who..."                 |
| 16. | "Special Backstage Shot" |
| 17. | "CREDIT"                 |